# Marjorie Prime
Pour plus de détails, voir Fiche technique et Distribution.
Marjorie Prime est un film de science-fiction américain écrit et réalisé par Michael Almereyda, dont le scénario est inspiré de la pièce éponyme de Jordan Harrison, pièce nommée pour le prix Pulitzer.
Le film est sorti en 2017 au festival du film de Sundance où il remporte le prix Alfred P. Sloan.

## Synopsis
Alors qu'elle sent sa dernière heure venir, la violoncelliste Marjorie achète les services d'une société permettant de recréer, via des hologrammes, les souvenirs passés...

## Fiche technique
- Titre original : Marjorie Prime
- Titre français : Marjorie Prime
- Réalisation : Michael Almereyda
- Scénario : Michael Almereyda, d'après la pièce Marjorie Prime de Jordan Harrison
- Photographie : Sean Price Williams
- Montage : Kathryn J. Schubert
- Musique : Mica Levi
- Pays d'origine : États-Unis
- Langue originale : anglais
- Format : couleur
- Genre : science-fiction
- Durée : 98 minutes
- Dates de sortie :
  -  États-Unis : 23 janvier 2017 (Festival du film de Sundance)

## Distribution
- Jon Hamm : Walter
- Geena Davis : Tess
- Tim Robbins : Jon
- Lois Smith : Marjorie
- Stephanie Andujar : Julie
- Leslie Lyles : Mrs. Salveson
- Azumi Tsutsui : la petite fille de Marjorie de 19 ans
- Bill Walters : Jon, à l'âge de 75 ans

## Prix et récompenses
Le film a remporté le prix Alfred P. Sloan au Festival de Sundance 2017. Le jury des prix a décerné le film pour sa « représentation imaginative et nuancée de l'évolution de la relation entre l'homme et la technologie, et sa dramatisation émouvante de la façon dont les machines intelligentes peuvent contester nos notions d'identité, de mémoire et de mortalité ». Les membres du jury étaient les personnalités du monde scientifique Heather Berlin, Tracy Drain, Nell Greenfieldboyce, Nicole Perlman et Jennifer Phang.